# Hamish MacCunn
Hamish MacCunn (22 de marzo de 1868-2 de agosto de 1916) fue un compositor tardorromántico, director de orquesta y profesor escocés. Su ópera Diarmid (libreto escrito por el Marqués de Lomé), fue producido en el Covent Garden, el 23 de octubre de 1897. Su música incluye cantatas, oberturas de concierto, part songs, piezas instrumentales y canciones, todos marcadamente escocesas. Sentía un amor genuino por la música folclórica escocesa, y a pesar de que vivía en Londres durante toda su vida se dedicó a defender la música escocesa y su vida musical.

## Biografía
Nacido en Greenock como James MacCunn, hijo de un armador, se trasladó a Londres en 1883 y fue educado en el Colegio Real de Música, donde tuvo como maestros a Sir Hubert Parry y Sir Charles Villiers Stanford, entre otros. Su primer éxito fue la obertura The Land of the Mountain and the Flood, estrenada el 5 de noviembre de 1887 en The Crystal Palace, y sigue siendo, de lejos, su piezas más conocida. Fue seguido por otras composiciones, siempre con un característico color escocés. de 1888 a 1894 McCunn fue profesor en el Royal College of Music, donde tuvo una larga asociación artística y amistad con Marmaduke Barton.
En 1888 se casó con Alison Pettie, hija de Juan Pettie, miembro de la Royal Academy of Arts, que pintó el retrato de MacCunn en varias ocasiones. Tuvieron un hijo. Juan Pettie fue un entusiasta músico, quien ayudó a MacCunn construir su carrera profesional mediante la organización de conciertos. Fue en este momento que Carl Rosa encargó MacCunn a escribir una ópera sobre un tema escocés. El estreno mundial de su primera ópera, Jeanie Deans, dirigida por el compositor, tuvo lugar en el Royal Lyceum Theatre de Edimburgo , el 15 de noviembre de 1894. Durante algunos años ejerció como director de orquesta con la Compañía de Ópera Carl Rosa y, posteriormente, a otras compañías. El ajetreado ritmo de composición, dirección y enseñanza provocó un deterioro gradual de la salud de MacCunn, y murió en 1916 con solo 48 años.

## Composiciones (selección)

### Orquestal
- 1883 – Fantasia Overture (inacabada)
- 1885 – Cior Mhor, obertura (estreno: The Crystal Palace, Londres, 27 de octubre de 1885)
- 1886–87 – The Land of the Mountain and the Flood, obertura de concierto, Op. 3 (estreno: Crystal Palace, Londres, 5 de noviembre de 1887)
- 1887 – The Ship o' the Fiend, balada, Op. 5 (estreno: St James's Hall, Londres, 21 de febrero de 1888)
- 1888 – The Dowie Dens o' Yarrow, balada, Op. 6 (estreno: Crystal Palace, Londres, 13 de octubre de 1888 )
- 1896 – Highland Memories, suite, Op. 30 (estreno: Crystal Palace, Londres, 13 de marzo de 1897)
- 1900–09 – Four Dances

### Coral y vocal
- 1882–84 – The Moss Rose, cantata (estreno: Royal Albert Hall [West Theatre], Londres, 10 de diciembre de 1885)
- 1887 – Lord Ullin's Daughter, cantata (estreno: Crystal Palace, Londres, 18 de febrero de 1888)
- 1886–88 – Bonny Kilmeny, cantata, Op. 2 (estreno: Queens Street Hall, Edimburgo, 13 de diciembre de 1888)
- 1888 – The Lay of the Last Minstrel, cantata, Op. 7 (estreno: City Hall, Glasgow, 18 de diciembre de 1888)
- 1889 – The Cameronian's Dream, cantata, Op. 10 (estreno: Queens Street Hall, Edimburgo, 27 de enero de 1890)
- 1890 – Psalm VIII, para coro y órgano (estreno: 2nd International Industrial Exhibition, Meggetland, Edimburgo, 1 de mayo de 1890)
- 1891 – Queen Hynde of Caledon, cantata, Op. 13 (estreno: City Hall, Glasgow, 28 de enero de 1892)
- 1900 – The Masque of War and Peace, para solistas, coro y orquesta (estreno: Her Majesty's Theatre, Londres, 13 de febrero de 1900)
- 1905 – The Wreck of the Hesperus, cantata (estreno: London Coliseum, 28 de agosto de 1905)
- 1908 – The Pageant of Darkness and Light, para solistas, coro y orquesta (estreno: Agricultural Hall, Londres, 4 de junio de 1908)
- 1912 – Livingstone the Pilgrim, for soli, chorus and or organ (estreno: Royal Albert Hall, Londres, 19 de marzo de 1913)
- 1896–1913 – Four Scottish Traditional Border Ballads ("Kinmont Willie"; "The Jolly Goshawk"; "Lamkin"; "The Death of Parcy Reed"), para coro y orquesta (n.os 1–3 estreno: Victoria Hall, Sheffield, 19 de abril de 1921; n.º 4 estreno: Queen's Hall, Londres, 25 de marzo de 1925)

### Operístico
- 1894 – Jeannie Deans, ópera (estreno: Royal Lyceum Theatre, Edimburgo, 15 de noviembre de 1894)
- 1897 – Diarmid, ópera, Op. 34 (estreno: Covent Garden Theatre, Londres, 23 de octubre de 1897)
- 1904 – Prue, ópera cómica (inacabada)
- 1905 – The Golden Girl, light opera (estreno: Prince of Wales Theatre, Birmingham, 5 de agosto de 1905)
- Breast of Light, Op. 36 (inacabada)